# IBF Älvstranden
IBF Älvstranden (Innebandyföreningen Älvstranden) är en innebandyklubb i Göteborg. Klubben grundades den 9 juni 1996 och hade 2006 drygt 500 aktiva. Hemmahallen är Lundbystrand i Göteborg. Klubben arrangerar varje år ungdomsturneringen Dumleslaget. Klubbens smeknamn är Pirates och har färgerna svart, vitt och blått.  Pirates har ett av de största upptagningsområdena inom Göteborg. Rent geografiskt är IBF Älvstranden Göteborgs bästa innebandylag på herrsidan (Pixbo Wallenstam är från Mölnlycke kommun och Partille, från Partille kommun).
Det har spekulerats i tidningarna att Piraterna skulle bli först i Göteborg att bygga ett nytt innebandycenter och därmed flytta sitt högkvarter från sin nuvarande bas i Lundbystrand. Målet med den här satsning är att skapa en modern evenemangsarena för innebandyn i regionen samt vidareutveckla ytterligare affärsidéer.[källa behövs]

## Historia
Klubben bildades efter en sammanslagning av BK Dumle, bildad 1986, och Lundby IBK, bildad 1989. 
Föreningen tog sig upp i högsta serien, Elitserien, 2001–2002. Man hängde kvar till och med säsongen 2003–2004. Säsongen 2006/2007 spelade IBF Älvstranden åter i Elitserien i innebandy för herrar, men man åkte dock ut direkt efter den säsongen.
2008 sammanförde IBF Älvstranden och Partille IBS sina A-lag till den nya, elitsatsande klubben FBC Göteborg.